# I'm in Love with My Car
«I'm In Love with My Car» (укр. «Я закоханий у свою машину») — пісня британського рок-гурту «Queen», що вийшла на їхньому четвертому альбомі «A Night at the Opera» 1975 року. Це єдина пісня альбому, яку повністю написав барабанщикРоджер Тейлор.

## Історія
В оригінальній демоверсії Роджер Тейлор грав на гітарах, але пізніше їх замінили на гітару «Red Special» Браяна Мея, Тейлор також дублював його на електрогітарі на додаток до барабанів. В студійній версії вокал виконав Тейлор, як і у всіх виданих живих версіях. Ревучі звуки двигуна в кінці пісні були записом тодішнього автомобіля Тейлора, Alfa Romeo. Тексти пісень були натхненні одним з водіїв з дорожньої команди гурту, Джонатаном Харрісом, чий автомобіль Triumph TR4, очевидно, був «любов'ю всього його життя». Пісня була присвячена йому, зі згадкою в примітках вкладки до платівки, «присвячується Джонатану Гаррісу, хлопцю-гонщику до кінця».
Коли справа дійшла до випуску першого синглу з альбому «A Night at the Opera», Тейлор так пишався своєю піснею, що закликав Фредді Мерк'юрі (автора першого синглу «Bohemian Rhapsody») дозволити йому розмістити пісню на Б-стороні і замкнувся в шафі до тих пір, поки Мерк'юрі не погодився на цю пропозицію. Це рішення пізніше стало причиною багатьох внутрішніх непорозумінь в гурті, у тому, що, хоча це була лише Б-сторона, але вона змушувала віддавати таку ж частку видавничих гонорарів Тейлору, як і основний сингл від Мерк'юрі просто тому, що це була Б-сторона «Bohemian Rhapsody».
У 1977—1981 роках пісня часто звучала наживо. Тейлор співав її водночас граючи на барабанах, а Мерк'юрі грав на піаніно і виконував бек-вокал. Під час «News of the World Tour» Мерк'юрі часто співав приспів з Тейлором.
Пісня була використана в рекламі автомобіля Jaguar у 2004 році.
Назва пісні використовувалася як жарт в біографічному фільмі про «Queen» «Богемна рапсодія» 2018 року, починаючи з суперечки між Тейлором (Бен Гарді) і Меєм (Гвілім Лі) про ліричний зміст пісні. Пізніше у фільмі виконавчий директор «EMI» Рей Фостер (Майк Маєрс) пропонує випустити її або пісню «You're My Best Friend» як перший сингл з альбому «A Night at the Opera» замість «Bohemian Rhapsody». Пізніше, йдучи на радіошоу, Мерк'юрі, дає сингл Кенні Еверетту, який прочитує назву «I'm In Love With My Car», перш ніж зрозумів, що він прочитав не ту сторону сингла, замість «Bohemian Rhapsody».

## Оцінки
Музичний письменник Том Рейнольдс описав пісню як «серйозна, одну з найбільших і найпристрасніших пісень про кохання, які я чув за останні тридцять з гаком років». Оглядач «AllMusic» оцінив її як «твердий, жорсткий ударний рокер» від Тейлора. Він зазначав, що «музика відповідає тону мачо в тексті, зіставляючи вірші, які розв'язані у мідтемпо стилю хард-року», розглядаючи її як «родзинку альбому».

## Учасники запису
- Роджер Тейлор — головний вокал і бек-вокал, ударні, ритм-гітара[9]
- Фредді Мерк'юрі — піаніно, бек-вокал
- Браян Мей — соло-гітара, бек-вокал
- Джон Дікон — бас-гітара